# ヴ・ミン・トゥアン
ヴ・ミン・トゥアン（武明俊、ベトナム語：Vũ Minh Tuấn / 武明俊、1990年9月19日 - ）は、ベトナムのサッカー選手。ベトナム代表。ポジションはMF。

## クラブ歴
2009年にタン・クアンニンFCの下部組織からトップチームに昇格し、以降同クラブに所属している。

## 代表歴
U-23代表として2013年東南アジア競技大会に出場した。
A代表としては2014年7月2日のミャンマー代表との親善試合で代表初出場を果たした。2014 AFFスズキカップのラオス代表戦で初得点した。